# تپه اطراف شهر سوخته ۲۳۹
تپه اطراف شهر سوخته ۲۳۹ مربوط به هزاره سوم و ۲ قم است و در شهرستان زابل ، بخش شیب آب، دهستان لوتک ، ۱۶/۳ کیلومتری جنوب شرقی پایگاه باستان‌شناسی شهر سوخته واقع شده و این اثر در تاریخ ۲۰ اسفند ۱۳۸۵ با شمارهٔ ثبت ۱۸۰۸۶ به‌عنوان یکی از آثار ملی ایران به ثبت رسیده است.